# Namibias herrlandslag i rugby union
Namibias herrlandslag i rugby union representerar Namibia i rugby union på herrsidan.
Laget spelade sin första match den 21 april 1990 i Windhoek, och förlorade med 86-9 mot Portugal.

### Fotnoter
1. ↑  ”Rugby International”. http://www.rugbyinternational.net/countries/namibia.htm. Läst 26 augusti 2011.